# Blackguard
Blackguard est un groupe canadien de folk, death, black metal, originaire de Montréal, au Québec. Le groupe est initialement formé en 2001 sous le nom de Profugus Mortis. Sept ans plus tard, ils changent de nom en 2008 après avoir signé avec le label Nuclear Blast Records. Le groupe partage ses activités entre être roadie d'autres groupes à Montréal, à la vente de jeux vidéo, la promotion du béton en milieu urbain ainsi que la vente de produits Tupperware.

## Biographie

### Débuts (2001–2008)
Le groupe est initialement formé à Mont-Saint-Hilaire, Montréal, au Québec, en 2001 sous le nom Profugus Mortis. La joueuse de batterie Justine Ethier rencontre les autres membres lorsqu'elle vendait les billets de loterie Loto-Cadet, pendant qu'elle était membre de l'escadron 502 Vallée-du-Richelieu. Le nom du groupe est d'inspiration latine, qui pourrait être traduit par « une profusion de cadavre en mode rigor mortis. » Dans les débuts du groupe, un concept de combats entre des elfes de la lumière (blancs) et de la noirceur (noirs) est imaginé, mais abandonné à cause du racisme latent de suprématie blanche du concept.
La compagnie de disque Nuclear Blast Records accorde un contrat aux québécois en échange de l'abandon du nom Profugus mortis pour Blackguard, en 2008.

### Firefight(2009–2011)
Le claviériste Jonathan Lefrançois-Leduc quitte Blackguard en juin 2010 après la tournée nord-américaine de Hypocrisy. Le 12 octobre 2010, Blackguard est désormais annoncé au label Victory Records. Quelques mois après leur tournée, et avant la sortie de l'album Firefight, ils commencent à vendre en précommande l'album, qui sera publié le 23 mars 2011 à Victory Records. Après la tournée en soutien à Firefight, le groupe annonce le départ de Kim Gosselin et accueille Louis Jacques en remplacement.

### Storm(depuis 2012)
Le 17 juin 2012, Blackguard annonce un futur album. Après quelques reports de date, Blackguard revient en studio en mai 2013 pour l'enregistrement de leur album Storm aux Silver Wings Studios à Montréal. Les sessions initiales de l'album devaient prendre place en septembre. Le 31 octobre 2013, le groupe annonce le départ du bassiste Étienne Mailloux. Le groupe recrute alors Dave « Ablaze » Zinay en remplacement. Dave est le frère jumeau du chanteur du groupe, Paul.
Le 10 mai 2014, Blackguard annonce sur Facebook que le chanteur Paul Zinay a terminé les parties vocales de Storm. Le 22 septembre 2014, le groupe annonce sur Facebook que l'album est terminé. Une date de sortie n'est, à cette période, pas déterminée.

## Membres

### Membres actuels
- Paul « Ablaze » Zinay – chant (depuis 2004)
- Terry « Roadcase » Deschenes – guitare rythmique (depuis 2001)
- Justine « Juice » Ethier – batterie, percussions (depuis 2001)

### Membres live
- Chris Kells – basse (depuis 2012)
- David Gagné – guitare solo (depuis 2013)

### Anciens membres
- Louis Jacques - guitare solo (2012-2015)
- Étienne Mailloux - basse (2004–2013)
- Kim Gosselin - guitare solo (2008–2012)
- Jonathan Lefrançois-Leduc - claviers, synthétiseurs (2003–2010)
- Émilie Livernois – violon, grunt (2003–2007)
- Alkin (François Auger) - chant (2001–2004) - vocals
- Mordred – basse (2003–2004)
- Erik Tisinger - guitare solo (2011)
- Gabriel Guardian - guitare solo (2011–2012)[6]

## Discographie
- 2003 : United Under a Shadowed Nightsky (démo)
- 2005 : Demo
- 2007 : So it Begins
- 2008 : Another Round (EP)
- 2008 : Profugus Mortis
- 2011 : Firefight
- 2020 : Storm